# Роздольська балка
Роздольська балка — ландшафтний заказник місцевого значення. Об'єкт розташований на території Чернігівського району Запорізької області, Богданівська сільська рада.
Площа — 98,6 га, статус отриманий у 2016 році.
На території заказника переважає степова та лучна рослинність: стоколос, чистотіл великий, куничник наземний, брандушка різнокольорова, лисохвіст лучний, тимофіївка лучна, осока гостра тощо.